# Brughiere della Sonda
Le brughiere della Sonda (note localmente come kerangas) sono un'ecoregione appartenente al bioma delle foreste pluviali di latifoglie tropicali e subtropicali (codice ecoregione: IM0161) che si estende in modo frammentario su varie aree del Borneo (sia in territorio malese che indonesiano), nonché su altre due isole dell'Indonesia, Belitung e Bangka, ad ovest del Borneo.

## Geografia
La parola kerangas, che significa «terra dove non può crescere il riso», deriva dalla lingua iban. Le brughiere si sviluppano su terreni sabbiosi acidi che si formano a seguito dell'erosione delle rocce madri silicee. Le brughiere che crescono su terreni perennemente impregnati d'acqua sono note come kerapah. Il suolo sabbioso delle brughiere è spesso privo di nutrienti; si ritiene generalmente che in queste foreste l'elemento più scarso necessario allo sviluppo delle piante sia l'azoto. Sotto questo aspetto le brughiere si differenziano dalla maggior parte delle foreste pluviali di pianura, dove invece è più carente il fosforo.
Queste foreste crescono su suoli così acidi che la tossicità degli ioni idrogeno impedisce la crescita delle specie non adattate.

## Flora

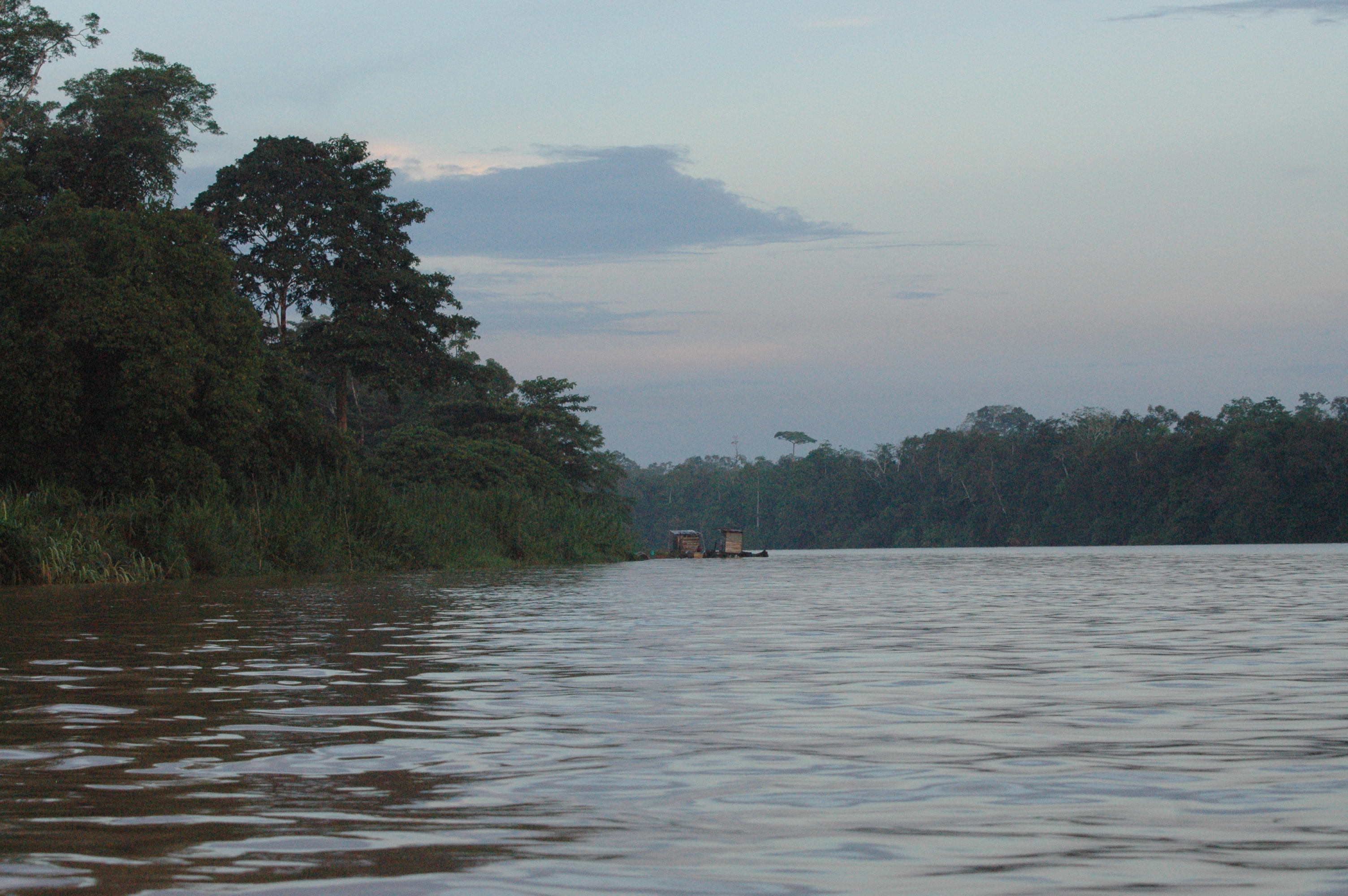
Panorama sull'isola del Borneo

Le brughiere della Sonda si distinguono dalle foreste pluviali di pianura del Borneo circostanti per composizione delle specie, struttura e colore. Esse sono caratterizzate da una volta bassa e uniforme, da un fitto sottobosco e da una ricca crescita di muschi ed epifite.
Molte specie di alberi e piante che vivono in queste brughiere prive di nutrienti hanno sviluppato modi non convenzionali per ricavare ciò di cui hanno bisogno. Alcuni alberi  (Gymnostoma nobile, ad esempio) utilizzano i rizobi (batteri azotofissatori) che vivono nei loro noduli radicali. Le mirmecofite, come Myrmecodia spp. e Hydnophytum spp., sono delle specie di alberi che sviluppano associazioni simbiotiche con le formiche per ottenere i loro nutrienti. Altre piante, invece, come Nepenthes spp., Drosera ssp. e Utricularia ssp., sono carnivore e intrappolano e digeriscono gli insetti.
Le brughiere sono caratterizzate da molte piante di origine australiana, tra cui alberi delle famiglie Myrtaceae e Casuarinaceae e le conifere australi Agathis, Podocarpus e Dacrydium.